# Югославський уряд у вигнанні

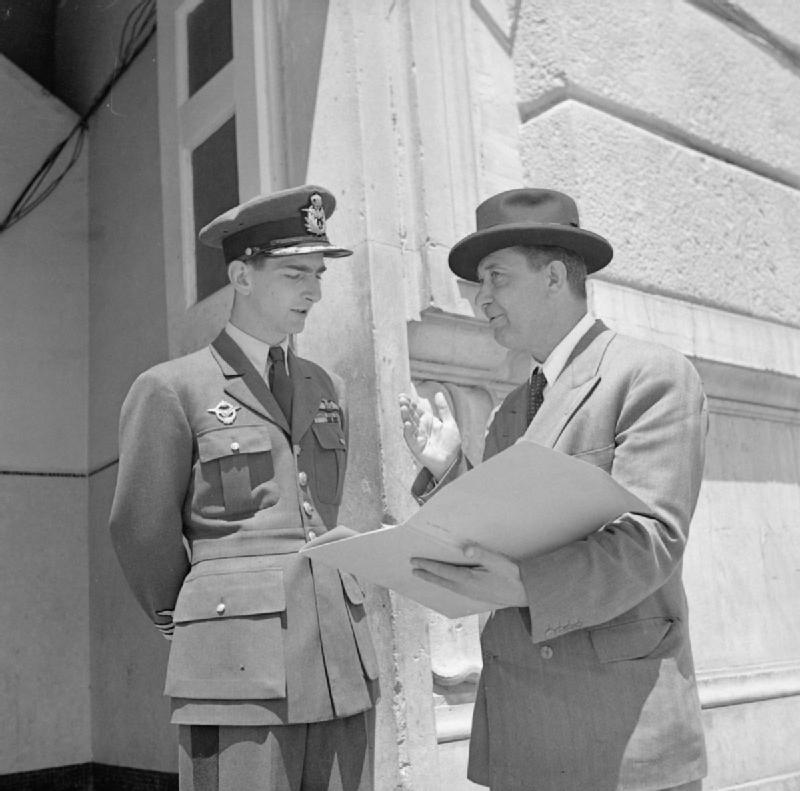
Король Петро II радиться із прем'єр-міністром югославського уряду у вигнанні Іваном Шубашичем.

Уряд Королівства Югославії в екзилі (сербохорв. Vlada Kraljevine Jugoslavije u egzilu), або Югославський уряд у вигнанні (сербохорв. Југословенска влада у избеглиштву) — офіційний уряд Королівства Югославія на чолі з королем Петром II, який працював в еміграції упродовж окупації Югославії. Евакуйований із Белграда у квітні 1941 року після вторгнення країн Осі. Спочатку діяв у  Грецькому королівстві, потім — у Підмандатній Палестині, після чого — в Єгипетському королівстві і зрештою, з червня 1941 року — у Сполученому Королівстві, через що він також відомий як Уряд у Лондоні (сербохорв. Vlada u Londonu/Влада у Лондону).

## Історія

### Передісторія
За словами професора економіки та історика Йозо Томашевича, Королівство Югославія з моменту свого створення в грудні 1918 року було політично слабким і залишалося таким увесь міжвоєнний період, головним чином, через жорсткий централізм у поєднанні з сильною етнорелігійною ідентичністю. Власне, релігійний примат Сербської православної церкви у національних справах та дискримінація римо-католиків і мусульман підживлювали невдоволення несербського населення. Внутрішня політика королівства стала етнічно поляризованою — це явище в Югославії називали «національним питанням».
До 1929 року такий стан справ підтримували шляхом підриву демократичної системи правління. 1929 року від демократії відмовилися, і король Олександр установив королівську диктатуру. Король намагався послабити етнічні поділи в країні шляхом створення адміністративного поділу (сербохорв. бановине) радше на основі річок, ніж традиційних областей. Однак до 1933 року невдоволення в населеній переважно хорватами Савській бановині переросло в повномасштабні громадянські заворушення, яким режим протиставив серію вбивств та арештів ключових хорватських опозиціонерів. Коли в 1934 році Олександра було вбито у Марселі за сприяння хорватських націоналістів, його двоюрідний брат князь Павло прийняв регентство, правлячи від імені 11-річного сина Олександра Петра II. Услід за вбивством Олександра Югославію спіткала ізоляція як у військовому, так і в дипломатичному відношенні.
Князь Павло неодноразово намагався домовитися про політичне врегулювання з керівником Хорватської селянської партії (ХСП) Владком Мачеком. У січні 1937 року прем'єр-міністр Мілан Стоядинович на прохання князя Павла зустрівся з Мачеком, але не зумів пригасити невдоволення хорватів Югославією, панівною нацією в якій були серби. 1938 року німецька анексія Австрії привела до появи спільного кордону Югославії з нацистською Німеччиною. Того року командувач Королівських ВПС Югославії генерал-лейтенант Душан Симович був замішаний у трьох змовах із метою перевороту — дві на початку року були викликані сербським спротивом конкордату з Ватиканом, а пізнішу спричинило невдоволення результатами грудневих виборів.
Увечері 3 лютого 1939 року п'ятеро міністрів пішли з уряду у відповідь на сербську націоналістичну промову міністра освіти Боголюба Куюнджича. Тими п'ятьма були словенський лідер Антон Корошець, керівник Югославської мусульманської організації Мехмед Спахо, ще один політик цієї організації Джафер Куленович, словенець Франц Сной і серб Драгіша Цветкович. Тоді князь Павло звільнив Стоядиновича і призначив на його місце Цветковича із вказівкою, щоб той домовився з хорватським лідером Мачеком. Поки ці переговори тривали, Італія вдерлася в Албанію. У серпні 1939 року було укладено угоду Цветковича-Мачека, тим самим створюючи Бановину Хорватію, якій належало стати відносно автономною політичною одиницею в межах Югославії. Хорватські сепаратисти були переконані, що ця угода недостатня, тоді як багато сербів вважало, що вона зайшла занадто далеко. Сформований у світлі цієї угоди кабінет міністрів під керівництвом Цветковича був рішуче налаштований проти Осі та включав п'ять членів ХСП, із яких Мачек був заступником прем'єр-міністра.

### Напередодні вторгнення
До моменту німецького вторгнення в Польщу та наступного початку Другої світової війни у вересні 1939 року югославська розвідувальна служба широко співпрацювала з британськими спецслужбами по всій країні. Ця співпраця, яка в меншій мірі існувала на початку 1930-х років, пожвавилася після аншлюсу в 1938 році. Ці об'єднані розвідувальні дії були спрямовані на зміцнення Югославії та збереження її нейтралітету, водночас заохочуючи таємні операції. Від початку війни британська дипломатія зосередилася на збереженні нейтралітету Югославії, що посол Рональд Кемпбелл, очевидно, все ще вважав за можливе. У середині 1940 року тиск Німеччини на югославський уряд призвів до відставки міністра внутрішніх справ д-ра Станоє Михалджича, який організовував приховану діяльність проти Осі. У проміжку з середини до кінця 1940 року британській розвідці стало відомо про задум перевороту, але вона зуміла відвернути ці плани, вважаючи за краще продовжувати роботу через князя Павла. Управління спеціальних операцій (SOE) у Белграді докладало значних зусиль, щоб підтримати опозицію уряду Цветковича, який виступав проти Осі, що розхитувало важко досягнуту рівновагу в югославській політиці, яку представляв уряд. SOE Белграда було втягнуте у просербську політику та інтереси, нехтуючи або недооцінюючи застереження від SOE Загреба та британських дипломатів у цьому місті, які краще розуміли ситуацію в Югославії в цілому. У жовтні 1940 року змовники, які планували переворот, знову звернулися до Симовича, але той не взяв жодних зобов'язань.
Обстановка в Югославії погіршилася в жовтні 1940 року, коли Італія з Албанії вдерлася в Грецію, і початкова нездатність італійців досягти успіху лише підсилила побоювання Югославії, що Німеччина буде змушена напасти на Грецію, щоб допомогти Італії. У вересні та листопаді 1940 р. Німеччина присилувала відповідно Угорщину та Румунію приєднатися до Троїстого пакту. На початку листопада 1940 року Недич, який вірив, що Німеччина виграє війну, запропонував уряду відмовитися від нейтральної позиції та якомога швидше приєднатися до Осі в надії, що Німеччина захистить Югославію від її «жадібних сусідів». Через кілька днів князь Павло, осягнувши неможливість слідувати пораді Недича, змістив його. Заплановане вторгнення Німеччини в Грецію спростилося б, якби вдалося нейтралізувати Югославію. Протягом наступних кількох місяців князь Павло та його міністри працювали під непомірним німецьким дипломатичним тиском, загрозою нападу німців із болгарської території та небажанням британців пообіцяти практичну військову підтримку. Під кінець 1940 року британська політика щодо уряду Югославії змінилася від прийняття нейтралітету Югославії до тиску на країну з метою підтримки у війні сторони, що протистоїть Німеччині.
У січні 1941 року США справили додатковий тиск на князя Павла, спонукаючи відмовитися від співробітництва з Німеччиною. 14 лютого Адольф Гітлер зустрівся з Цветковичем і міністром закордонних справ Югославії Олександром Цинцар-Марковичем, попросивши приєднання Югославії до Троїстого пакту. Він також домагався демобілізації Королівської югославської армії і надання дозволу на здійснення німецьких перевезень територією Югославії та розширення економічної співпраці. Навзамін він запропонував порт біля Егейського моря і територіальну безпеку. 1 березня, коли Болгарія підписала пакт і німецька армія прибула на болгарсько-югославський кордон, Югославія опинилася в ще більшій ізоляції.
4 березня князь Павло таємно зустрівся з Гітлером у Берхтесгадені, де на нього знову тиснули, щоб він підписав пакт. Гітлер не вимагав пропуску військ через Югославію і запропонував грецьке портове місто Салоніки. Термін для відповіді князя Павла, який вагався і не взяв зобов'язань, установлено не було. Князь Павло в розпал урядової кризи запропонував пакт про ненапад і заяву про дружбу, але Гітлер наполягав на приєднанні до пакту. «Боюся, що коли я дослухаюся вашої поради і підпишу Троїстий пакт, мене більше не буде тут через шість місяців», — зробив застереження князь Павло.
17 березня князь Павло повернувся у Берхтесгаден, де Гітлер сказав йому, що це останній для Югославії шанс приєднатися до пакту, відмовляючись цього разу від прохання про використання югославських залізниць, аби лише спростити це приєднання. 19 березня князь Павло скликав королівську раду з метою обговорити умови пакту та те, чи має Югославія його підписати. Члени ради ладні були погодитися, але тільки за умови, що Німеччина дозволить оприлюднити свої поступки. Німеччина згодилася, і рада схвалила умови. На знак протесту проти майбутнього підписання пакту подали у відставку 20 березня три урядові міністри. Німці відреагували, поставивши ультиматум, який слід було прийняти до півночі 23 березня, інакше будь-які подальші шанси було б змарновано. Князь Павло і Цветкович зобов'язалися і прийняли його попри те, що вважали німецькі обіцянки «пустими». 23 березня гарантії територіальної безпеки Югославії з боку Німеччини та її обіцянки не використовувати югославські залізниці були оприлюднені. У Сполученому Королівстві державний секретар закордонних справ Александр Кадоган записав у своєму щоденнику, що «югослави, здається, продали свої душі дияволу. Усі ці балканські народи — мотлох».
Пакт було підписано у Відні у палаці Бельведер 25 березня. Пізніше німецьке радіо оголосило, що «держави осі не вимагатимуть права проходу військ або провозу військових матеріалів», тоді як в офіційному документі згадали лише війська та оминули згадку про військові матеріали. Так само у документі не з'явилося зобов'язання передати Югославії Салоніки. Наступного дня на вулицях Белграда зібралися сербські демонстранти, вигукуючи: «Краще могила, ніж раб, краще війна, ніж пакт» (сербохорв. Боље гроб него роб, боље рат него пакт).

### Переворот
27 березня 1941 року в Белграді відбувся державний переворот. Його спланувала і провела група прозахідних сербських націоналістів із числа офіцерів Королівських ВПС Югославії та Королівської гвардії, яких формально очолював Симович. У практичних цілях керівні ролі у проведенні перевороту виконували кілька інших осіб. Деякі інші цивільні керівники, ймовірно, були обізнані з наміром перевороту до того, як його почали, і намагалися підтримати його, як тільки він стався, але вони не належали до організаторів. Комуністична партія Югославії не відіграла ніякої участі в перевороті, хоча зробила істотний внесок у масові вуличні протести в багатьох містах, які засвідчили підтримку путчу після того, як він трапився. Переворот виявився успішним, поваливши регентство у складі трьох осіб і уряд Цветковича. Його планували кілька місяців, але підписання Троїстого пакту підштовхнуло організаторів до його здійснення, що заохочувалося з боку SOE. Військові змовники привели до влади 17-річного короля, якого вони оголосили повнолітнім для вступу на престол. Було сформовано уряд національної єдності на чолі з прем'єр-міністром Симовичем і віцепрем'єрами Мачеком і Слободаном Йовановичем.
Після перевороту новий уряд Симовича відмовився ратифікувати підписання Югославією Троїстого пакту, але відкрито не виключав цього. Гітлер, розгніваний переворотом і антинімецькими інцидентами в Белграді, зібрав своїх найвищих офіцерів і наказав негайно розгромити Югославію. Того ж дня, що й переворот, він видав Директиву фюрера 25, у якій закликав розглядати Югославію як ворожу державу. В ці операції мали включити Італію, а в директиві конкретно згадувалося, що «буде докладено зусиль, щоб спонукати Угорщину та Болгарію взяти участь в операціях, пропонуючи їм перспективу відвоювати Банат і Македонію». Що більше, в директиві зазначалося, що «внутрішня напруженість у Югославії буде заохочуватися шляхом надання політичних запевнень хорватам».
30 березня міністр закордонних справ Момчило Нинчич викликав посла Німеччини Віктора фон Герена і передав йому заяву, в якій декларувалося, що новий уряд визнає всі свої міжнародні зобов'язання, включаючи приєднання до Троїстого пакту, наскільки це захищає національні інтереси держави. Фон Герен повернувся до свого кабінету, виявивши повідомлення з Берліна, в якому вказувалося, що слід уникати контактів із югославськими урядовцями, після чого його відкликали в Берлін. Нинчич так і не одержав відповіді. 2 квітня було видано розпорядження про евакуацію німецького посольства, а німецький повірений у справах порадив дипломатам дружніх держав покинути країну. 3 квітня з'явилася Директива фюрера № 26, де було детально викладено план нападу та конкретизовано командну структуру для вторгнення. Угорщині та Болгарії пообіцяли Банат і югославську Македонію відповідно, а румунську армію попрохали не брати участі, зосередивши свої війська на кордонах. Внутрішній конфлікт в Угорщині між армією та Телекі через плани вторгнення призвів того ж вечора до самогубства угорського прем'єр-міністра. Також 3 квітня в Загреб із метою підготовки до зміни режиму прибув Едмунд Фезенмайєр, який представляв Йоахіма фон Ріббентропа.
Симович у новому уряді знову призначив Мачека віцепрем'єром, але той не захотів і залишився в Загребі, вирішуючи, що йому робити. Хоча він вважав, що переворот був цілком сербською ініціативою, націленою як на князя Павла, так і на угоду Цветковича-Мачека, він вирішив, що йому потрібно продемонструвати підтримку нового уряду його партією і що долучитися до нього необхідно. 4 квітня він поїхав у Белград і прийняв посаду на певних умовах: що новий уряд поважає угоду Цветковича-Мачека та в деяких аспектах розширює автономію Бановини Хорватії, що новий уряд поважає приєднання країни до Троїстого пакту, а роль регентів тимчасово переберуть на себе один серб і один хорват.  Того самого дня хорватський політик-вигнанець і вождь усташів Анте Павелич через передачі свого «Радіо Велебіт», яке базувалося в Італії, закликав хорватів підняти проти уряду повстання.
5 квітня відбулося перше засідання нового уряду. Хоча перші дві умови, поставлені Мачеком, були виконані, призначення регентів виявилося нездійсненним, оскільки князя Петра було оголошено повнолітнім. Залучаючи представників з усього політичного спектру, уряд Симовича був «украй роз'єднаним і слабким». До нього входили члени, які поділялися на три групи: ті, хто був рішуче проти «Осі» і готовий до війни з Німеччиною, ті, які обстоювали мир з Німеччиною, і ті, хто не приєднався ні до перших, ні до других.

### Вторгнення
6 квітня почалося вторгнення країн Осі в Югославію. Операція «Відплата» змусила уряд шукати прихистку за межами міста. Король Петро та Симович планували звідти виїхати у вигнання. Мачек, відмовившись покинути країну, 7 квітня подав у відставку і призначив своїм наступником Юрая Крнєвича, а сам повернувся в Загреб. Відмовилися залишити Югославію також три інші міністри: Іван Андрес і Бариша Смолян з ХСП та Куленович із Югославської мусульманської організації. Уряд востаннє зібрався на югославській землі 13 квітня поблизу Пале. Звідти вирушили до Нікшича, де їх вивезли з країни в Афіни.

## Прем'єр-міністри
| Портрет | Портрет | Повне ім'я (роки життя)        | Строк повноважень | Строк повноважень   | Партія                                     |
| Портрет | Портрет | Повне ім'я (роки життя)        | Вступ на посаду   | Звільнення з посади | Партія                                     |
| ------- | ------- | ------------------------------ | ----------------- | ------------------- | ------------------------------------------ |
| 1       |         | Душан Симович (1882–1962)      | 27 квітня 1941    | 12 січня 1942       | Незалежний (королівська югославська армія) |
| 2       |         | Слободан Йованович (1869–1958) | 12 січня 1942     | 18 червня 1943      | Незалежний                                 |
| 3       |         | Мілош Трифунович (1871–1957)   | 18 червня 1943    | 10 серпня 1943      | Народно-радикальна партія                  |
| 4       |         | Божидар Пурич (1891–1977)      | 10 серпня 1943    | 8 липня 1944        | Незалежний                                 |
| 5       |         | Іван Шубашич (1892–1955)       | 8 липня 1944      | 7 березня 1945      | Хорватська селянська партія                |

### Книжки
- Creveld, Martin L. Van (1973). Hitler's Strategy 1940–1941: The Balkan Clue. London, United Kingdom: Cambridge University Press. ISBN 978-0-521-20143-8. Архів оригіналу за 17 червня 2016. Процитовано 29 грудня 2021.
- Dragnich, Alex N. (1983). The First Yugoslavia: Search for a Viable Political System. Stanford, California: Hoover Press. ISBN 978-0-8179-7843-3. Архів оригіналу за 27 травня 2016. Процитовано 29 грудня 2021.
- Frank, Tibor (2001). Treaty Revision and Doublespeak: Hungarian Neutrality, 1939–1941. У Wylie, Neville (ред.). European Neutrals and Non-Belligerents During the Second World War. Cambridge, United Kingdom: Cambridge University Press. с. 150—191. ISBN 978-0-521-64358-0. Архів оригіналу за 7 травня 2016. Процитовано 29 грудня 2021.
- Hehn, Paul N. (2005). A Low Dishonest Decade : The Great Powers, Eastern Europe, and the Economic Origins of World War II, 1930–1941. London, United Kingdom: Continuum International Publishing Group. ISBN 978-0-8264-1761-9. Архів оригіналу за 25 квітня 2016. Процитовано 29 грудня 2021.
- Hoptner, Jacob B. (1963). Yugoslavia in crisis, 1934–1941. New York, New York: Columbia University Press. OCLC 310483760.
- Malcolm, Noel (1994). Bosnia: A Short History. New York, New York: New York University Press. ISBN 978-0-8147-5520-4.
- Milazzo, Matteo J. (1975). The Chetnik Movement & the Yugoslav Resistance. Baltimore, Maryland: Johns Hopkins University Press. ISBN 978-0-8018-1589-8.
- Pavlowitch, Stevan K. (2007). Hitler's New Disorder: The Second World War in Yugoslavia. New York: Columbia University Press. ISBN 978-1-85065-895-5. Архів оригіналу за 29 травня 2016. Процитовано 29 грудня 2021.
- Ramet, Sabrina P. (2006). The Three Yugoslavias: State-Building and Legitimation, 1918–2005. Bloomington, Indiana: Indiana University Press. ISBN 978-0-253-34656-8. Архів оригіналу за 19 травня 2020. Процитовано 29 грудня 2021.
- Ramet, Sabrina P.; Lazić, Sladjana (2011). The Collaborationist Regime of Milan Nedić. У Ramet, Sabrina P.; Listhaug, Ola (ред.). Serbia and the Serbs in World War Two. London, United Kingdom: Palgrave Macmillan. с. 17—43. ISBN 978-0-230-27830-1.
- Roberts, Walter R. (1987). Tito, Mihailović and the Allies: 1941–1945. New Brunswick, New Jersey: Duke University Press. ISBN 978-0-8223-0773-0.
- Singleton, Fred (1985). A Short History of the Yugoslav Peoples. New York, New York: Cambridge University Press. ISBN 978-0-521-27485-2.
- Tomasevich, Jozo (1969). Yugoslavia During the Second World War. У Vucinich, Wayne S. (ред.). Contemporary Yugoslavia: Twenty Years of Socialist Experiment. Berkeley, California: University of California Press. с. 59–118. OCLC 652337606.
- Tomasevich, Jozo (1975). War and Revolution in Yugoslavia, 1941–1945: The Chetniks. Stanford, California: Stanford University Press. ISBN 978-0-8047-0857-9. Архів оригіналу за 27 березня 2019. Процитовано 29 грудня 2021.
- Tomasevich, Jozo (2001). War and Revolution in Yugoslavia, 1941–1945: Occupation and Collaboration. Stanford, California: Stanford University Press. ISBN 978-0-8047-3615-2. Архів оригіналу за 3 березня 2020. Процитовано 29 грудня 2021.
- Torkar, Blaz (2018). The Yugoslav Armed Forces in Exile: From the Yugoslav Royal Guard Battalion to the Overseas Brigades. У Smetana, Vít (ред.). Exile in London: The Experience of Czechoslovakia and the Other Occupied Nations, 1939-1945. Prague: Karolinum. ISBN 978-8024637013.
- Trevor-Roper, Hugh (1964). Hitler's War Directives: 1939–1945. London, United Kingdom: Sidgwick and Jackson. ISBN 978-1-84341-014-0.

### Журнали
- Hadži-Jovančić, Perica. "Losing the Periphery: The British Foreign Office and Policy Towards Yugoslavia, 1935-1938" Diplomacy & Statecraft (March 2020) 31#1 pp 65–90.
- Kay, M. A. (1991). The Yugoslav Government-in-Exile and the Problems of Restoration. East European Quarterly. 25 (1): 1—19.
- Onslow, Sue (March 2005). Britain and the Belgrade Coup of 27 March 1941 Revisited (PDF). Electronic Journal of International History. University of London (8): 359—370. ISSN 1471-1443. Архів оригіналу (PDF) за 4 березня 2016. Процитовано 3 січня 2022.
- Opačić, Petar (2003), О приступању Југославије Тројном пакту 1941. године [Про приєднання Югославії до Троїстого пакту в 1941 р.] (PDF), Okrugli sto 27. mart 1941: Knez Pavle u vihorima evropske politike [27 March 1941 Roundtable: Prince Paul in the whirlwinds of European policy] (серб.), Belgrade: 27. mart 1941, архів оригіналу (PDF) за 6 листопада 2021, процитовано 3 січня 2022
- Pavlowitch, Stevan K. (1981). Out of Context: The Yugoslav Government in London, 1941–1945. Journal of Contemporary History. 16 (1): 89—118. doi:10.1177/002200948101600106.
- Pavlowitch, Stevan K. (1982). The Foreign Office, King Peter and His Official Visit to Washington. East European Quarterly. 16 (4): 453—66.
- Pavlowitch, Stevan K. (1984). Momčilo Ninčić and the European Policy of the Yugoslav Government in Exile, 1941-1943: I. The Slavonic and East European Review. 62 (3): 400—20.
- Pavlowitch, Stevan K. (1984). Momčilo Ninčić and the European Policy of the Yugoslav Government in Exile, 1941-1943: II. The Slavonic and East European Review. 62 (4): 531—51.
- Presseisen, Ernst L. (December 1960). Prelude to "Barbarossa": Germany and the Balkans, 1940–1941. Journal of Modern History. University of Chicago Press. 32 (4): 359—370. doi:10.1086/238616. JSTOR 1872611.
- Stafford, David A. T. (September 1977). SOE and British Involvement in the Belgrade Coup d'État of March 1941. Slavic Review. Association for Slavic, East European, and Eurasian Studies. 36 (3): 399—419. doi:10.2307/2494975. JSTOR 2494975.
- Starič, Jerca Vodušek (2005). The Concurrence of Allied and Yugoslav Intelligence Aims and Activities. The Journal of Intelligence History. 5 (1): 29—44. doi:10.1080/16161262.2005.10555107.